# Carolina (Eric Church)
Carolina è il secondo album in studio del cantautore di musica country statunitense Eric Church, pubblicato nel 2009.

## Tracce
1. Ain't Killed Me Yet – 3:22
2. Lotta Boot Left to Fill – 3:24
3. Young and Wild – 3:15
4. Where She Told Me to Go – 4:48
5. Longer Gone – 3:08
6. Love Your Love the Most – 2:50
7. Smoke a Little Smoke – 3:11
8. Without You Here – 2:42
9. You Make It Look So Easy – 4:15
10. Carolina – 4:39
11. Hell on the Heart – 2:44
12. Those I've Loved – 5:03
13. My Heart's Got A Memory (Bonus Track) – 2:52
14. Faster Than My Angels Can Fly (Bonus Track) – 3:49
15. His Kind Of Money (My Kind Of Love) (Bonus Track) – 3:42